# Zwitsers gambiet
Het Zwitsers gambiet is in de opening van een schaakpartij een subvariant van de Birdopening. Het gambiet werd gespeeld tijdens een Zwitserse partij correspondentieschaak in 1912 en geanalyseerd door Alexander Wagner (1868-1942). Het accent ligt hierbij op de verrichtingen van de g-pion. Het gambiet valt onder ECO-code A02, de Bird, en de beginzetten zijn:
1. f4 f5
2. e4 (het Wagner-Zwiterschgambiet) fxe4
3. Pc3 Pf6
4. g4